# Liotyphlops schubarti
Liotyphlops schubarti là một loài rắn trong họ Anomalepididae. Loài này được Vanzolini mô tả khoa học đầu tiên năm 1948.